# Visgölen
Visgölen är en sjö i Hultsfreds kommun i Småland och ingår i Emåns huvudavrinningsområde.